# 大田口站
大田口站（日语：／ Ōtaguchi eki */?）是一位於日本高知縣長岡郡大豐町黑石、隸屬於四國旅客鐵道（JR四國）的鐵路車站。車站編號為D30。本站只停靠普通列車。

## 車站結構
本站為單層站房。原本是全座木製結構建築物，但翻新時，將面向馬路的半邊站舍外牆拆掉，然後改以混凝土再重新建成另一半的新外牆，最後變成一座非常獨特的建築物。站舍的間格則沒有大的變動，候車室及儲物室仍然保留，但車站入口及玄關位則加闊及加上電話亭。
車站現時為簡易委託站，由車站附近的「吉田商店」負責發售車票。
現時設島式月台一個，提供1線2面的月台配置，有效長度為3卡列車。月台末端向土佐穴內站方向為斜道，並接連平交道往站舍。有蓋候車亭亦設於斜道旁，較特別地方為候車亭兩旁加設了混凝土擋風牆，是一個頗貼心的設計。
在月台和站舍之間，除了1號月台路軌外，亦保留舊貨物軌道的路軌，但是站舍對出的側式月台（舊貨物／客運月台）則已經被拆去。相比其他土讚線內的很多本來設有2面3線的月台，往往把離站舍最遠或位於中間的月台棄用大有不同。
現時每天只提供下行8班、上行7班的普通列車服務，上午除首班次前往土佐山田外，其他皆以高知為總站，下行則全以阿波池田為總站。

### 月台配置
| 月台 | 路線    | 方向 | 目的地             |
| ---- | ------- | ---- | ------------------ |
| 1    | ■土讚線 | 上行 | 阿波池田方向       |
| 2    | ■土讚線 | 下行 | 土佐山田、高知方向 |

## 歷史
- 1934年10月28日：開業。
- 1970年10月1日：簡易委託化。
- 1987年4月1日：日本國鐵分割民營化，車站的營運由JR四國繼承。

## 相鄰車站
四國旅客鐵道（JR四國）
■土讚線
豐永（D29）－大田口（D30）－土佐穴內（D31）